# Ratzeburg
Ratzeburg (Nedersaksisch: Ratzeborg) is een gemeente in de Duitse deelstaat Sleeswijk-Holstein, gelegen in de Kreis Hertogdom Lauenburg. De plaats telt 14.517 inwoners. Ratzeburg is de hoofdstad van het district Hertogdom Lauenburg en was in de middeleeuwen hoofdplaats van een bisdom.

## Geografie
Het stadscentrum van Ratzeburg ligt op een eiland in de Ratzeburger See, dat door drie dammen is verbonden met het vasteland. Als gevolg van de aanleg van de dammen zijn de Küchensee en de Kleine Küchensee ontstaan. Het huidige eiland is ontstaan door het dempen van de ruimten tussen het Dominsel, het Stadtinsel en het Burginsel. Op de heuvels ten westen en ten oosten van het stadscentrum zijn nieuwbouwwijken. Het voormalige klooster Sankt-Georgsberg ligt ten westen van de stad. Het dorp Ziethen ten oosten van Ratzeburg is inmiddels aan de stad vastgegroeid.
De stad ligt ongeveer twintig kilometer ten zuiden van Lübeck in het Naturpark Lauenburgische Seen, nabij de toeristische Alte Salzstrasse, de oude route van de zoutstad Lüneburg naar de havenstad Lübeck.

## Geschiedenis
In de 10e eeuw was er op het Burginsel ten westen van het Stadtinsel een ringwalburcht, terwijl op het grotere eiland een nederzetting van de Polaben, een Slavische stam, was. Op het Dominsel was waarschijnlijk een heiligdom gewijd aan de vruchtbaarheidsgodin Siwa. De eerste vermelding van de naam 'Razesburg' was in 1062 als aanduiding voor de ringwal. De naam is waarschijnlijk ontleend aan de Slavische vorst Ratibor. In deze tijd was er een eerste poging tot kerstening van de streek. Ratzeburg werd in hetzelfde jaar hoofdplaats van het Bisdom Ratzeburg. Op de Sankt-Georgsberg ten westen van de stad stond toen al een klooster. In 1066 was hier de heilige Ansverus abt, die tijdens een oorlog door de Abodriten werd gedood. Het betekende voor enige tijd het einde van de missiepogingen van de Saksen.

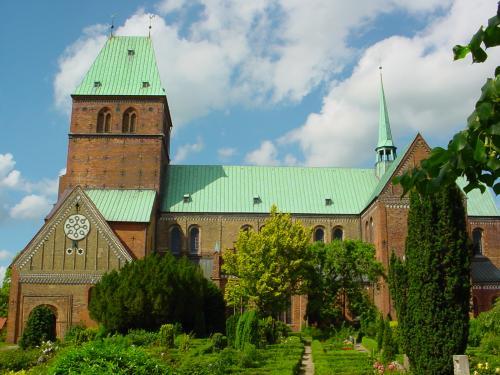
Dom van Ratzeburg

In 1143 werd het Graafschap Ratzeburg gesticht door Hendrik de Leeuw, die in 1154 ook het bisdom heroprichtte, samen met bisdommen in Oldenburg en Mecklenburg. Kort hierop werd begonnen met de bouw van de huidige domkerk. De stad ontwikkelde zich snel dankzij de aanwezigheid van zowel een bisschop als een vertegenwoordiger van de landsheer, de graaf. Vermoedelijk kreeg zij halverwege de 13e eeuw stadsrechten. De stad lag weliswaar niet aan de belangrijke handelsroute tussen Lüneburg en Lübeck, maar had via de Wakenitz en de Ratzeburger See een uitstekende verbinding met de Hanzestad. Vanwege het vele water werd Ratzeburg een belangrijk centrum van de bierbrouwerij. Vanaf 1619 werd Ratzeburg de residentie van de Hertogen van Saksen-Lauenburg.
Het Burginsel en het Dominsel behoorden niet tot de stad. Bij de Vrede van Westfalen in 1648 werd het wereldlijk gebied van het domkapittel, het Vorstendom Ratzeburg, overgedragen aan de hertogen van Mecklenburg-Strelitz. Het Dominsel behoorde daardoor tot het Hertogdom Mecklenburg-Strelitz, terwijl Stadtinsel en Burginsel onderdeel waren van het Hertogdom Lauenburg. Deze situatie zou blijven bestaan tot 1937.
In 1689 stierf het geslacht van de Hertogen van Saksen-Lauenburg uit. Hertog George Willem van Brunswijk-Lüneburg veroverde razendsnel het hertogdom en zette daarmee andere pretendenten voor een voldongen feit. De Deense koning Christiaan V viel hierop het hertogdom aan en belegerde in 1693 Ratzeburg. Hierbij werd het stadscentrum vrijwel volledig vernield. Het hertogdom bleef desondanks in handen van de Welfen. De stad werd herbouwd met een regelmatig schaakbordpatroon. Bepalend werd een groot marktplein met daaraan de belangrijkste publieke gebouwen. De nieuwe stadskerk Sankt-Petri kreeg een plek aan een pleintje direct ten zuiden van de markt. De stad bleef het bestuurlijke en culturele centrum van het Hertogdom. Tevens kreeg ze een eigen garnizoen.
De Franse bezetting van 1807-1814 bracht de stad grote schulden, die zij pas in de 20e eeuw wist af te lossen. In 1815 werd als gevolg van afspraken op het Congres van Wenen het Hertogdom Lauenburg alsnog Deens. De oude vestingwerken en de burcht werden volledig gesloopt, waaraan de straat 'Demolierung' haar naam dankt. In deze periode werd ook de eerste dam met het vasteland aangelegd en in 1851 kreeg de stad een treinstation op de heuvels ten westen van het centrum. In 1865 werd het Hertogdom Lauenburg onderdeel van het Koninkrijk Pruisen, al behield het daarbinnen een eigen status. Ratzeburg bleef een kleine provinciestad.
In 1937 werd het Dominsel bij de stad getrokken. Ingrijpender voor de stadsgeschiedenis was echter het grote aantal vluchtelingen dat zich na afloop van de Tweede Wereldoorlog in Ratzeburg vestigde. In korte tijd verdubbelde het aantal inwoners van 6.000 naar 12.000.

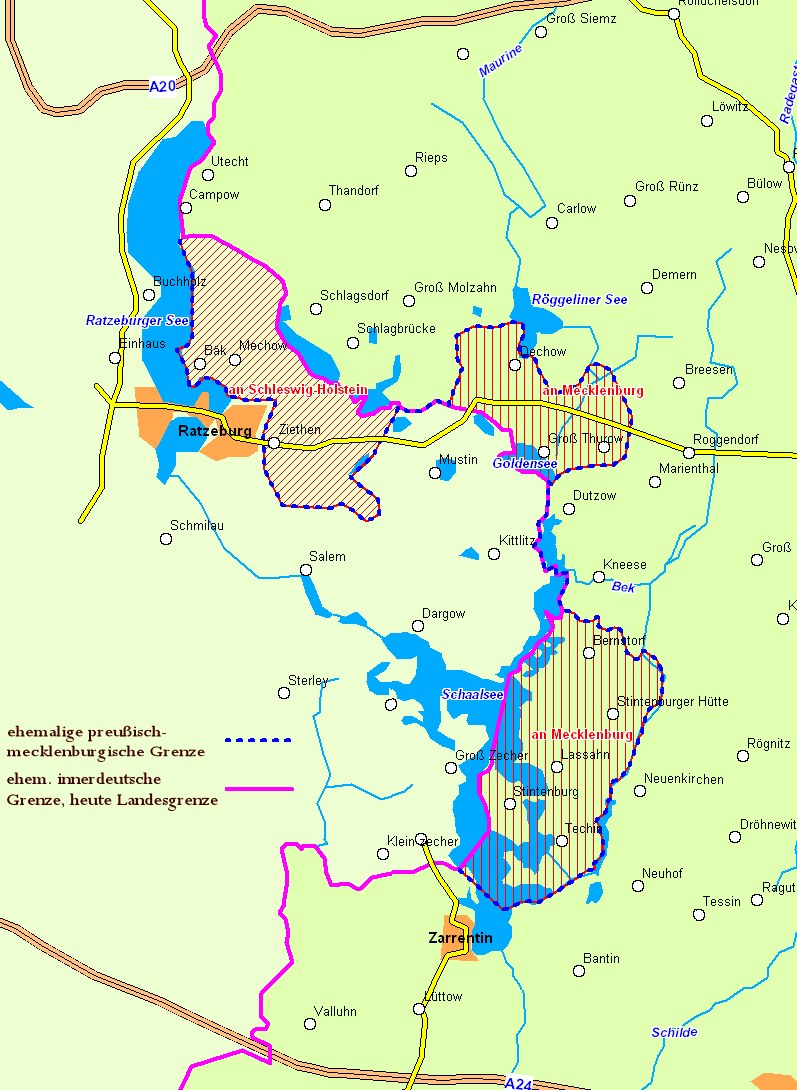
Gebiedsruil Mecklenburg en Sleeswijk-Holstein 13 november 1945

Op 13 november 1945 werd tussen de Britse en Sovjet-Russische bezettingsmachten in Duitsland een grenscorrectie overeengekomen (zie bovenstaande kaart). Dit Barber-Ljasjtsjenko-akkoord had tot gevolg, dat Ziethen (Lauenburg) en nog enkele kleine dorpen ten oosten van Ratzeburg van Mecklenburg-Voor-Pommeren naar Sleeswijk-Holstein overgingen.
Door de bouw van het IJzeren Gordijn verloor de stad desondanks een belangrijk deel van haar achterland. De afwisselende omgeving en de watersportmogelijkheden maakten het Ratzeburg mogelijk om veel toeristen te trekken. De Roeiacademie is het belangrijkste centrum voor roeisport in Duitsland.

## Bezienswaardigheden
De Dom van Ratzeburg (12e eeuw) is de best bewaard gebleven romaanse kathedraal van Noord-Duitsland. De oudste kerk is echter die van het voormalige klooster Sankt-Georgsberg ten westen van het stadscentrum, St. Georg auf dem Berge. Het stadsbeeld wordt gedomineerd door classicistische bebouwing. De stadskerk Sankt Petri is een centraalbouw uit 1791. Naast de kerk staat het Ernst Barlach-museum Altes Vaterhaus. Het Kreismuseum is gevestigd in de voormalige Domprobstei op het Dominsel. Daarnaast staat het A.-Paul-Weber-Museum, dat gewijd is aan een grafisch kunstenaar, die veel satirische tekeningen heeft gemaakt.
Albsfelde ·
Alt Mölln ·
Aumühle ·
Bäk ·
Bälau ·
Basedow ·
Basthorst ·
Behlendorf ·
Berkenthin ·
Besenthal ·
Bliestorf ·
Börnsen ·
Borstorf ·
Breitenfelde ·
Bröthen ·
Brunsmark ·
Brunstorf ·
Büchen ·
Buchholz ·
Buchhorst ·
Dahmker ·
Dalldorf ·
Dassendorf ·
Düchelsdorf ·
Duvensee ·
Einhaus ·
Elmenhorst ·
Escheburg ·
Fitzen ·
Fredeburg ·
Fuhlenhagen ·
Geesthacht ·
Giesensdorf ·
Göldenitz ·
Göttin ·
Grabau ·
Grambek ·
Grinau ·
Groß Boden ·
Groß Disnack ·
Groß Grönau ·
Groß Pampau ·
Groß Sarau ·
Groß Schenkenberg ·
Grove ·
Gudow ·
Gülzow ·
Güster ·
Hamfelde ·
Hamwarde ·
Harmsdorf ·
Havekost ·
Hohenhorn ·
Hollenbek ·
Hornbek ·
Horst ·
Juliusburg ·
Kankelau ·
Kasseburg ·
Kastorf ·
Kittlitz ·
Klein Pampau ·
Klein Zecher ·
Klempau ·
Klinkrade ·
Koberg ·
Kollow ·
Köthel ·
Kröppelshagen-Fahrendorf ·
Krukow ·
Krummesse ·
Krüzen ·
Kuddewörde ·
Kühsen ·
Kulpin ·
Labenz ·
Langenlehsten ·
Lankau ·
Lanze ·
Lauenburg/Elbe ·
Lehmrade ·
Linau ·
Lüchow ·
Lütau ·
Mechow ·
Möhnsen ·
Mölln ·
Mühlenrade ·
Müssen ·
Mustin ·
Niendorf/ Stecknitz ·
Niendorf bei Berkenthin ·
Nusse ·
Panten ·
Pogeez ·
Poggensee ·
Ratzeburg ·
Ritzerau ·
Römnitz ·
Rondeshagen ·
Roseburg ·
Sahms ·
Salem ·
Sandesneben ·
Schiphorst ·
Schmilau ·
Schnakenbek ·
Schönberg ·
Schretstaken ·
Schulendorf ·
Schürensöhlen ·
Schwarzenbek ·
Seedorf ·
Siebenbäumen ·
Siebeneichen ·
Sierksrade ·
Sirksfelde ·
Steinhorst ·
Sterley ·
Stubben ·
Talkau ·
Tramm ·
Walksfelde ·
Wangelau ·
Wentorf (Amt Sandesneben) ·
Wentorf bei Hamburg ·
Wiershop ·
Witzeeze ·
Wohltorf ·
Woltersdorf ·
Worth ·
Ziethen
Gemeentevrij gebied: Sachsenwald